# Sloan's Crossing Pond
Le Sloans Crossing Pond est un étang américain dans le comté d'Edmonson, au Kentucky. Il est situé au sein du parc national de Mammoth Cave. Un sentier de randonnée en boucle dit Sloan's Crossing Pond Walk en fait le tour.